# Genicanthus watanabei
Genicanthus watanabei är en fiskart som först beskrevs av Yasuda och Tominaga, 1970.  Genicanthus watanabei ingår i släktet Genicanthus och familjen Pomacanthidae. IUCN kategoriserar arten globalt som livskraftig. Inga underarter finns listade i Catalogue of Life.